# De vorm van water
De vorm van water is een roman van Andrea Camilleri, gepubliceerd in 1994 door de uitgever Sellerio editore in Palermo .
Het is de eerste roman in een serie over de avonturen van inspecteur Montalbano.  Op basis van deze boeken is in 2000 een gelijknamige televisieserie verschenen, geproduceerd door RAI (de publieke omroep van Italië), met Luca Zingaretti in de rol van Montalbano.

## Verhaal

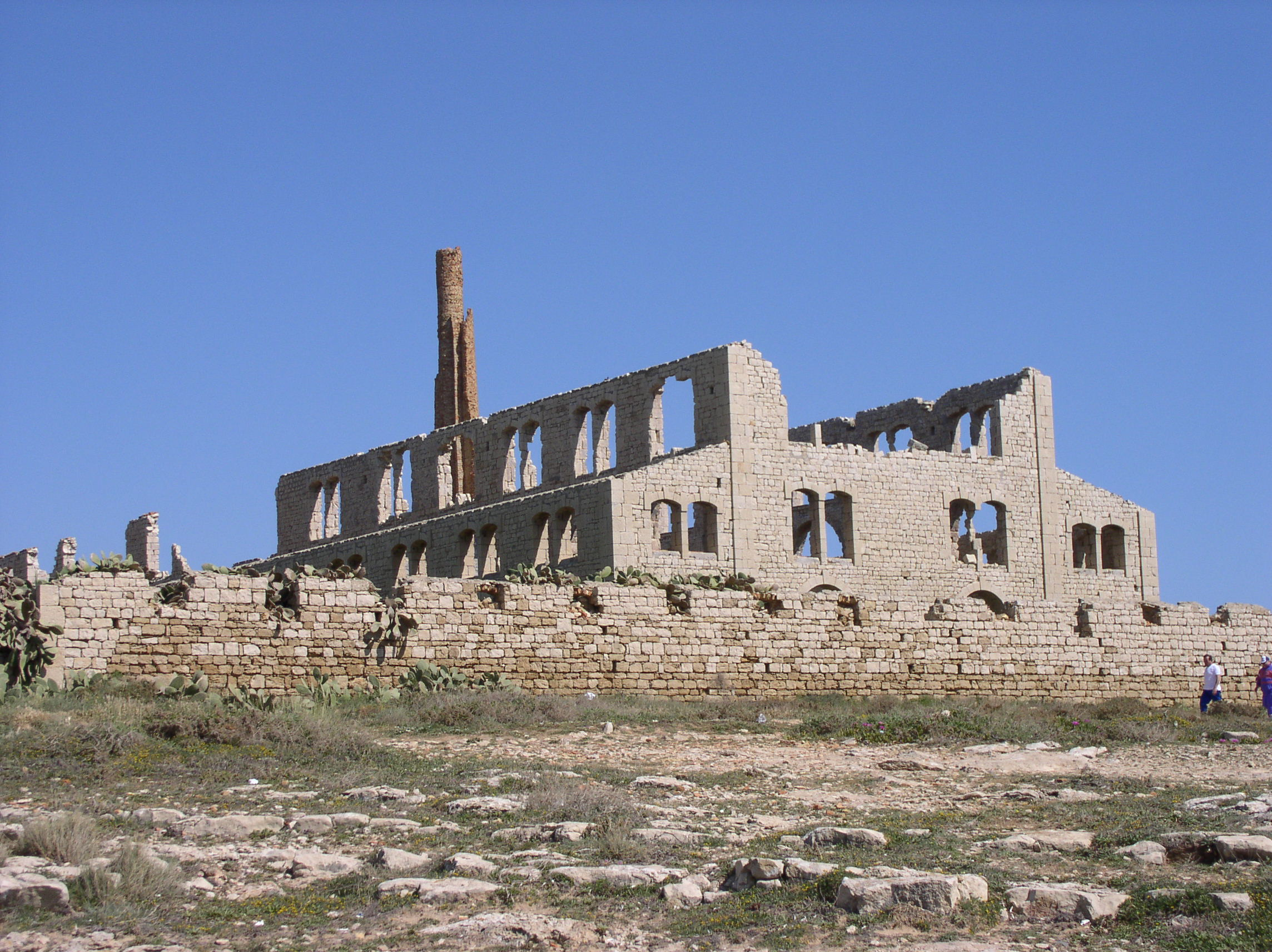
La Mànnara di Marinella in het gelijknamige televisiedrama, eigenlijk de Fornace Penna die nu in onbruik is geraakt.

Pino Catalano en Saro Montaperto, twee gemeentewerkers, vinden het lijk van een bekende lokale politicus (ingenieur Luparello) in een berucht gebied, la mànnara , de gebruikelijke ontmoetingsplaats voor prostituees. Een van de twee, Saro, vindt dan nog een peperdure ketting die hij verbergt, omdat hij hoopt deze te verkopen om geld bijeen te krijgen voor de behandeling van zijn zieke zoon.   
De norse lijkschouwer Pasquano bevestigt dat Luparello's dood plaatsvond tijdens een seksuele ontmoeting. Een tas met de initialen van Ingrid Sjöström wordt ter plaatse gevonden en ook de ketting, gevonden door de gemeentewerker, is van haar. 
Montalbano is ervan overtuigd dat de politicus geen natuurlijke dood gestorven is. Hij vermoedt dat de moord zo is opgebouwd dat het een bepaalde vorm aanneemt, zoals die van water in een container, om zo de schuld bij de mooie Zweedse Ingrid te leggen. In de loop van het onderzoek moet de inspecteur zich standvastig verzetten tegen de toevallige aanbiedingen van Ingrid, om trouw te blijven aan zijn vriendin Livia. 
Uiteindelijk zijn het de twee vrouwen, die Montalbano helpen de ingewikkelde zaak op te lossen. 